# Liste der Mitglieder der American Academy of Arts and Sciences/1987
Im Jahr 1987 wählte die American Academy of Arts and Sciences 106 Personen zu ihren Mitgliedern.

## Neugewählte Mitglieder
- Claude Jean Allegre (1937–2025)
- Vladimir Igorevich Arnold (1937–2010)
- Aharon Barak (* 1936)
- Henry Herman Barschall (1915–1997)
- Paul Michael Bator (1929–1989)
- John Stewart Bell (1928–1990)
- Robert Joseph Birgeneau (* 1942)
- David Edgeworth Butler (1924–2022)
- Curtis G. Callan (* 1942)
- Alan Carrington (1934–2013)
- Georges N. Cohen (1920–2018)
- Eugene David Commins (1932–2015)
- Shigemitsu Dando (1913–2012)
- Earl Warren Davie (1927–2020)
- Carl-Wilhelm Reinhold de Boor (* 1937)
- Daniel Clement Dennett (1942–2024)
- Patricia Kilroy Donahoe (* 1937)
- Mitchell Jay Feigenbaum (1944–2019)
- Marcus William Feldman (* 1942)
- Jerry Alan Fodor (1935–2017)
- Avner Friedman (* 1932)
- Paul Friedrich (1927–2016)
- Norman Garmezy (1918–2009)
- Walter Jacob Gehring (1939–2014)
- Brian Albert Gerrish (* 1931)
- Robert George Gilpin (1930–2018)
- Vitalii Iosifovich Goldanskii (1923–2001)
- Daniel Gorenstein (1923–1992)
- Moshe Greenberg (1928–2010)
- Stephen Jay Greenblatt (* 1943)
- Jerzy Grotowski (1933–1999)
- Alan Harvey Guth (* 1947)
- James Edward Haar (1929–2018)
- John Harbison (* 1938)
- Robert Haselkorn (* 1934)
- Donald Raymond Helinski (* 1933)
- Alan Jerome Hoffman (1924–2021)
- John Edward Hopcroft (* 1939)
- Peter Jost Huber (* 1934)
- Nathan Irvin Huggins (1927–1989)
- Wolfgang Iser (1926–2007)
- Holger Windekilde Jannasch (1927–1998)
- Jiri Jonas (* 1932)
- W. Barclay Kamb (1931–2011)
- Hiroo Kanamori (* 1936)
- Peter Joachim Katzenstein (* 1945)
- Herbert Kaufman (* 1922)
- Seymour Kaufman (1924–2009)
- Raymond Klibansky (1905–2005)
- Andrew Herbert Knoll (* 1951)
- Hans Leo Kornberg (1928–2019)
- Walter LaFeber (1933–2021)
- John Harriss Langbein (* 1941)
- Susan Epstein Leeman (* 1930)
- Donald Harris Levy (* 1939)
- Leon Litwack (1929–2021)
- Bernard Lown (1921–2021)
- Harry M. Markowitz (1927–2023)
- Donald James Martino (1931–2005)
- Satoru Masamune (1928–2003)
- Benson Mates (1919–2009)
- Samuel McDonald McCann (1925–2007)
- Herbert McClosky (1916–2006)
- William S. McFeely (1930–2019)
- Albert Ronald da Silva Meyer (* 1941)
- Nicholas Avrion Mitchison (1928–2022)
- Aron A. Moscona (1922–2009)
- Joel Moses (1941–2022)
- Gregory Nagy (* 1942)
- Douglass Cecil North (1920–2015)
- William Lewis Ogren (* 1938)
- Takeshi Oka (* 1932)
- John Beverley Oke (1928–2004)
- Joseph Papp (1921–1991)
- William Nelson Parker (1919–2000)
- Victor Rabinowitch (1934–2019)
- Paul H. Rabinowitz (* 1939)
- Nicholas Valentine Riasanovsky (1923–2011)
- Matilda White Riley (1911–2004)
- Thomas Gustav Rosenmeyer (1920–2007)
- Stephen Alan Ross (1944–2017)
- William J. Rutter (1928–2025)
- Terrance Sandalow (1934–2022)
- John Denis Sargan (1924–1996)
- Gottfried Schatz (1936–2015)
- Annemarie Schimmel (1922–2003)
- Paul Reinhard Schimmel (* 1940)
- Benno Charles Schmidt (1942–2023)
- Roy Frederick Schwitters (1944–2023)
- Claude Simon (1913–2005)
- Melvin I. Simon (* 1937)
- Wole Soyinka (* 1934)
- Lewis William Spitz (1922–1999)
- Richard Burleson Stewart (1940–2023)
- Stephen Mack Stigler (* 1941)
- W. Clark Still (* 1946)
- Barry Stroud (1935–2019)
- Lawrence H. Summers (* 1954)
- John Whittle Terborgh (* 1936)
- Albert William Tucker (1905–1995)
- Roberto Mangabeira Unger (* 1947)
- Alexander Jacob Varshavsky (* 1946)
- Jules Vuillemin (1920–2001)
- Harold L. Wilensky (1923–2011)
- Marguerite Yourcenar (1903–1987)
- Larzer Ziff (* 1927)